# Hein Schlüter
Hein Schlüter (* 15. Juni 1903 in Lippramsdorf, Haltern am See; † 28. Mai 2001) war ein deutscher Autor und Herausgeber, der sich besonders für die Förderung der niederdeutschen Sprache einsetzte.

## Leben
Schlüter war der Sohn eines Eisenbahnbeamten und wuchs in Hörstel auf. Dort war er später als Bahnbeamter tätig, ab 1939 bei der Bundesbahndirektion Münster.
Er trat als Förderer des Singe- und Laienspiels vor allem in plattdeutscher Sprache auf, so engagierte er sich als Leiter von Musik- und Volkstanzgruppen und war einer der Mitbegründer und späterer Leiter des Plattdeutschen Singekrink in Münster. Er war auch Mitglied der Fachstelle Niederdeutsche Sprachpflege beim Westfälischen Heimatbund. Für seinen besonderen Einsatz für die niederdeutsche Sprache wurde er 1982 mit dem Bundesverdienstkreuz ausgezeichnet.

## Werke
- Utsochte Viärkes. Selbstverlag, Münster [1988];  2. erweit. Aufl. 1989.
- Pättkerii düör Hüössel. Gesammelte Texte aus der Ibbenbürener Volkszeitung über das Leben im Dorf Hörstel in der Zeit von 1931 bis 1991. Ibbenbürener Vereinsdruckerei, Ibbenbüren 1995.

als Herausgeber
- Plattdeutsche Lieder aus Westfalen. Westf. Heimatbund, Münster 1985.

## Auszeichnungen
- 1982 Bundesverdienstkreuz am Bande